# Eragrostis paupera
Eragrostis paupera är en gräsart som beskrevs av Elizabeth Elisabeth Jedwabnick. Eragrostis paupera ingår i släktet kärleksgrässläktet, och familjen gräs. Inga underarter finns listade i Catalogue of Life.

## Bildgalleri

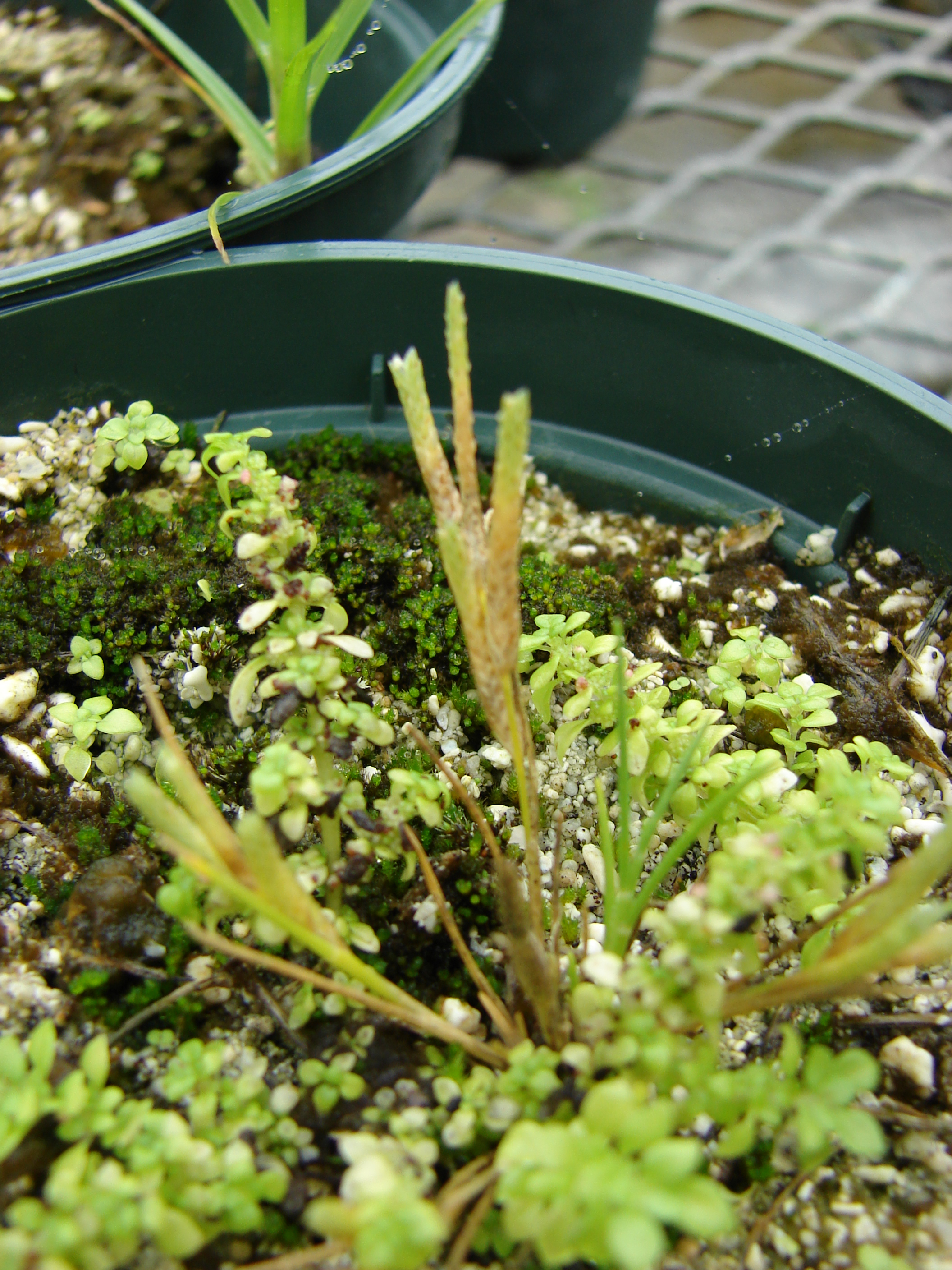
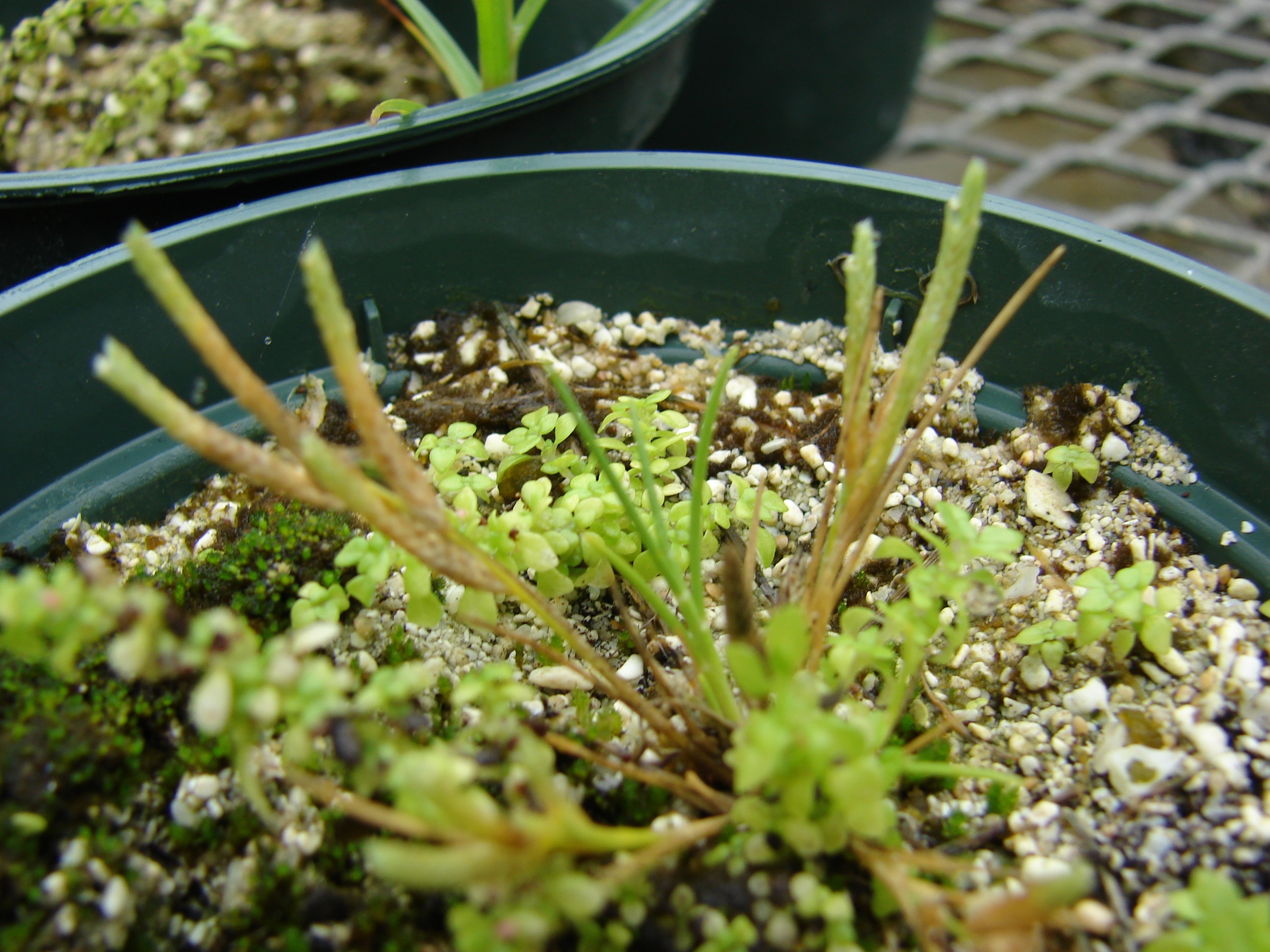
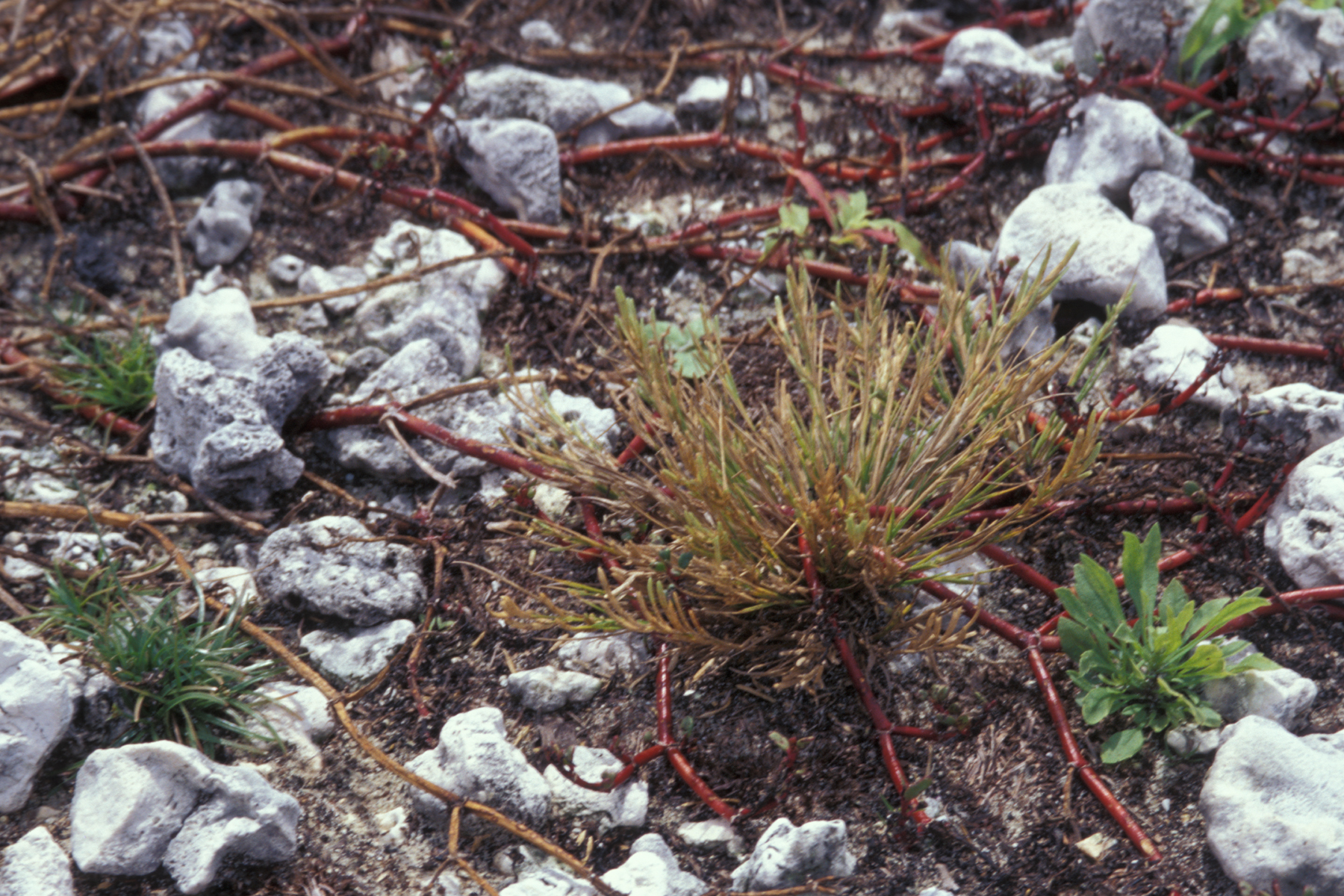